# فاسيلي بلوخين
فاسيلي ميخائيلوفيتش بلوخين (بالروسية: Васи́лий Миха́йлович Блохи́н، يناير 1895 – 3 فبراير 1955) كان لواءً سوفيتيًّا شغل منصب مسؤول فرق الإعدام في جهاز الشرطة السرية الستالينية تحت إمرة قادة الجهاز جينريخ ياغودا، نيكولاي يجوف ولافرينتي بيريا، تم اختياره من قبل جوزيف ستالين عام 1926 ، بلوخين اشرف على قيادة الجلادين الذين نفذوا عمليات تطهير واعدام جماعية عديدة خلال عهد ستالين، معظمها خلال التطهير الأعظم والحرب العالمية الثانية، كان قد اعدم طوال حياته المهنية حوالي 15 الف ضحية من ضمنهم 7 الاف اسير بولندي اعدمهم بيدية خلال مذبحة كاتين التي لعب دورا بارزا فيها في خريف عام 1940 ، مما يجعله أكبر جلاد في تاريخ البشرية، اجبر على التقاعد بعد وفاة ستالين، اصيب بالجنون في اواخر حياته وانتحر عام 1955.

## حياتة
ولد بلوخين في 7 يناير 1895 لعائلة ريفية، خدم في الجيش الامبراطوري الروسي خلال الحرب العالمية الأولى وانضم إلى وكالة امن الدولة تشيكا عام 1921 ، عرف بمشاكسته وقسوته وإتقانه لعملة مما جذب انتباه ستالين الذي اختاره لتنفيذ «العمليات القذرة» والتي تتضمن الاغتيالات والتعذيب والاعدامات الجماعية السرية وتمت ترقيته بسرعة خلال ست سنوات حصل على منصب مسؤول في قسم تنفيذ التصفيات والاعدامات في جهاز الشرطة السرية، هذا القسم اشرف ستالين على إنشائه واختار أعضائه بنفسة من ضمنهم بلوخين، قام هذا القسم بثلاث عمليات تطهير دموية قبل الحرب واثناء الحرب وبعدها، في الثلاثينات اشرف بلوخين على سجن لوبيانكا ونفذ حكم الإعدام بحق 828,000 ضحية، اعدم بيدية العديد من الشخصيات الرفيعة في الاتحاد السوفيتي
من ضمنهم البلاشفة القدماء، والمدانين في محاكمات موسكو، وقادة الجيش الاحمر منهم المارشال توخاتشيفسكي، كما اعدم بنفسة رؤساء جهاز الأمن نيكولاي يجوف وغينريخ ياغودا الذين عمل تحت سلطتهم في السابق، حصل على وسام الشرف عام 1937 لخدماته.

## دورة في مذبحة كاتين
كانت المحطة الابرز في حياة بلوخين هي مذبحة كاتين، عندما اعدم بمسدسة أكثر من 7 الاف سجين بولندي من العسكريين وضباط الشرطة الذين تم اسرهم خلال الغزو السوفيتي لبولندا عام 1939 ، في عام 1990 وكـ جزء من سياسة الغلاسنوست(الشفافية) اعطى غورباتشوف وثائق توكد تورط النظام الستاليني في مذبحة كاتين، إحدى هذه الوثائق هي امر سري بتاريخ 4 نيسان من ستالين إلى رئيس الشرطة السرية بيريا ووثيقة أخرى تتضمن أسماء 20 الف سجين بولندي مع امر اعدامهم موقعة من ستالين واعضاء المكتب السياسي، الاعدامات نفذت خلال 28 ليلة متتالية في اقبية الشرطة السرية وتم دفن الجثث في غابة كاتين، بلوخين كان يعدم بنفسة 300 سجين في الليلة الواحدة، حيث كان يأتي بالسجين إلى اقبية الشرطة السرية في غرفة صغيرة مطلية باللون الاحمر كانوا يسموها بالغرفة «الينينية» حيث يتم فيها تقييد الاسير ثم نقلة إلى غرفة مجاورة مخصصة للإعدام، ذات جدران عازلة للصوت وفتحة في الأرض لتصريف الدماء وحائط ملطخ بالدم يقف السجين امامة، كان بلوخين يقف خلف الباب مرتديا معطف وقبعة وقفازات جلدية، وبلا مقدمات كان الجلادين يثبتون الاسير ثم يأتي بلوخين من الخلف ويطلق رصاصة في راس الاسير بمسدس لوغر ألماني ، كان يحتفظ بحقيبة مليئة بمسدسات لوغر ألمانية من اجل الإسراع في تنفيذ الاعدامات حيث عندما تنفذ الذخيرة كان يلتقط مسدس اخر من الحقيبة ، كان يفضل المسدس الألماني بسبب دقته ومن اجل فبركة الجريمة ونسبها إلى الالمان، كان هناك 30 موقع لتنفيذ الاعدامات، بلوخين كان ينفذ عمليات الإعدام باستمرار من اليل حتى طلوع الفجر بمعدل اسير واحد كل ثلاث دقائق، عند الفجر كانت شاحنات الشرطة السرية تأتي لتحميل الجثث وغسل الاقبية من الدماء ودفعها باتجاه فتحة التصريف، كانت الجثث تنقل إلى غابة كاتين حيث تحفر خنادق بطور 10 امتار تكدس عليها الجثث ويهال عليها التراب، بعد انتهاء العمل كان بلوخين يقوم بتوزيع الفودكا على رجالة، عند انتهاء المذبحة قام ستالين بمنحة وسام الراية الحمراء «لمهارته وتفانيه في انجاز المهمات الخاصة»، بلوخين قتل بمسدسة أكثر من 7 الاف اسير خلال مذبحة كاتين الامر الذي جعل موسوعة غينيس تصنفه على انه أكبر جلاد في تاريخ البشرية والرجل الذي قتل على يدية أكبر عدد من الاشخاص.

## التقاعد والانتحار
بلوخين اضطر إلى التقاعد بعد وفاة ستالين عام 1953 وبعد اعدام بيريا في العام نفسة تم تجريد بلوخين من رتبته وأوسمته خلال حملة التبرؤ من الستالينية التي قادها خروتشوف، اصيب بلوخين بالاكتئاب وادمن على الكحول ضل ماضية الملطخ بالدماء يلاحقه حتى اصيب بالجنون وانتحر عام 1955 بنفس المسدس الألماني الذي كان يعدم فيه الضحايا.